# Hypothyris porsenna
Hypothyris porsenna är en fjärilsart som beskrevs av Anton Srnka 1885. Hypothyris porsenna ingår i släktet Hypothyris och familjen praktfjärilar. Inga underarter finns listade i Catalogue of Life.